# Antagonistisch paar
Een agonist is een buigende spier die beweging veroorzaakt. Door samentrekking zorgt een agonist voor de buigende beweging in een gewricht, zodat een ledemaat uit zijn rustpositie komt. Een voorbeeld is de biceps, die de elleboog buigt.
Een antagonist is een strekkende spier die tegen de beweging door een agonist inwerkt. Zo zorgt een antagonist ervoor dat een ledemaat zich strekt en terugkeert in de rustpositie. Een voorbeeld is de triceps, die de biceps tegenwerkt.

## Antagonistische paren
De agonisten en antagonisten vormen zogenaamde antagonistische paren, die bestaan uit een buigende en een strekkende spier. De buigende spier "sluit" het gewricht (dat wil zeggen: hij verkleint de hoek tussen de twee botten), en de strekkende spier zorgt voor de tegengestelde beweging.
De reden dat antagonistische paren nodig zijn in het lichaam is dat spieren alleen kunnen samentrekken. Een spier kan samentrekken maar niet uit zichzelf weer uitrekken. Een paar tegenwerkende spieren heeft daar natuurlijk geen moeite mee. Als bijvoorbeeld de biceps samentrekt, is de triceps ontspannen en wordt hij uitgerekt. Als de arm weer gestrekt moet worden, spant de triceps zich en wordt de ontspannen biceps weer uitgerekt

## De paradox van Lombard
De paradox van Lombard beschrijft een geval waarin de spieren van een antagonistisch paar tegelijk samentrekken. De hamstrings aan de achterkant van het menselijke bovenbeen en de quadriceps aan de voorkant van het bovenbeen zijn elkaars antagonisten, dus volgens het bovenstaande principe zouden ze elkaar tegenwerken als ze tegelijk gespannen zouden worden. Dit doen ze echter niet bij het opstaan vanuit een zittende positie.
De rectus femoris, een van de vier spieren in de quadriceps, is een bi-articulaire spier die over het heup- en het kniegewricht loopt. Als deze spier aangespannen wordt heeft hij een kleiner krachtmoment op de heup dan dat van de hamstrings. Het strekkende moment van de hamstrings wint het van het buigende moment van de rectus femoris, zodat de heup zich strekt.
Bij de knie is de situatie omgekeerd. Daar is de rectus femoris, die het kniegewricht strekt, sterker dan de hamstrings, die de knie buigen, zodat de knie bij aanspanning van beide spieren gestrekt wordt.
Aanspannen van beide antagonisten zorgt dus voor strekking van zowel de heup als de knie, zodat beide spieren actief meewerken aan het opstaan vanuit een zittende positie.
Als de heup gestrekt wordt, wordt ook de rectus femoris gestrekt, zodat de knie makkelijker gestrekt wordt. De paradox zorgt voor efficiënte beweging, vooral bij het lopen.
Antagonisten betekent dus:spieren die samenwerken door het omgekeerde te doen.

## Voorbeelden van antagonistische paren
- https://web.archive.org/web/20070225071552/http://www.ifafitness.com/book1/kinesiology.htm
- https://web.archive.org/web/20141010134613/http://webanatomy.net/anatomy/muscle_actions.htm